# ジミー・ウェッブ
ジミー・ウェッブ（Jimmy Webb、1946年8月15日 - ）は、アメリカ合衆国出身のシンガーソングライター、ピアニスト。本名はジェームズ・レイン・ウェッブ（James Layne Webb）。
ソロ活動と並行して作編家としても高い実績を誇り、同国を代表する作曲家として知られる。代表曲「恋はフェニックス」は、1940年から1990年までの放送頻度が世界3位（全米放送音楽協会しらべ）。2017年現在、作詞・作曲・オーケストレーション三つの部門でグラミー賞を受賞した唯一の人物でもある。1986年『ソングライターの殿堂』入りし、後に同会長職も務める。

## 経歴
1946年オクラホマ州エルクシティ生まれ。父はバプテスト派の牧師だった。母の励ましでピアノとオルガンを習い、12歳の頃には父親の教会でオルガンを演奏。父がギター、母がアコーデオンで伴奏した。保守的で宗教的な家庭だったのでカントリー音楽・白人ゴスペル音楽をラジオで聴くことを禁じられていた。
1950年代後半、音楽にめざめ、しばしば即興演奏し、讃美歌の変奏曲を演奏した。この時期、宗教歌を書くが、ラジオできいたエルヴィス・プレスリーなどに影響された。1961年、14歳で初めてのレコード「Turn Around, Look at Me」（グレン・キャンベル）を買い、独特な声に引き込まれた。1964年、家族で南カリフォルニアに引っ越し、大学で音楽を専攻。
1965年に母が亡くなり、父はオクラホマに帰ることにする。ウェッブはカリフォルニアに残り、音楽の勉強を続け、ロサンゼルスでソングライターのキャリアを模索した。父は息子の野望をとがめ、「歌を書くなんてお前、心がこわれてしまうぞ」と警告したが、ウェッブの決心が固いのを見て40ドルを渡し、「多くないが、これだけしかないんだ」と言ったと、ウェッブは後年回想している。
小さな音楽出版社で他人の音楽をアレンジする仕事をしたあと、モータウン・レコードの出版社ジョベッタ・ミュージックと作曲契約を交わす。ウェッブ作品初の商業レコーディングはスプリームスの「My Christmas Tree」だった。彼女たちの1965年のアルバム『Merry Christmas』におさめられた。
翌1966年、歌手・プロデューサーのジョニー・リヴァースと出会う。リヴァースはウェッブと出版契約を結び、1966年のアルバム『Changes』で「恋はフェニックス」を録音する。

### ブレイク
1967年、新グループのフィフス・ディメンションのための曲をリヴァースに依頼され、彼らのデビュー・アルバム『Up, Up and Away』に5曲を提供。タイトル曲「ビートでジャンプ」（Up, Up and Away）はトップ10になった。同年、2作目のアルバム『The Magic Garden』も発表され、ウェッブの作品は「The Worst That Could Happen」を含む11曲だった。
1967年11月、グレン・キャンベルは「恋はフェニックス」をカバー、26位になり、すぐにポップ・スタンダードになった。1968年2月の第10回グラミー賞で「ビートでジャンプ」は「レコード・オブ・ザ・イヤー」と「ソング・オブ・ザ・イヤー」という主要2部門を受賞、「ビートでジャンプ」と「恋はフェニックス」をあわせて8つのグラミー賞受賞となった。
成功はジレンマとなった。洗練されたメロディーと編曲は大衆に愛されたが、彼はカウンター・カルチャーのサウンドに惹かれており、急速に時代との同調性をなくしていく。
1968年、『タイム』誌はウェッブ特集を組み「多様なリズム・構造の工夫・豊かなハーモニー」と書いた。同年もフィフス・ディメンションの成功は続き、「ペイパー・カップ」と「カーペット・マン」がトップ40入り。キャンベルは「ウィチタ・ラインマン」をミリオンにし、ジョニー・マエストロ&ザ・ブルックリン・ブリッジは「The Worst That Could Happen」をゴールド（50万枚）にした。後者は元はフィフス・ディメンションが録音していた。

### 独立
ウェッブは独立して事務所と出版社Canopyを設立。最初の作品はアイルランド出身の俳優リチャード・ハリスが彼の作品だけを歌ったアルバム『A Tramp Shining』で、ヒットした。収録曲の「マッカーサー・パーク」は7分21秒もの長く複雑な作品で、複数の楽章からなっており、アソシエイションが演奏するのを拒否した。ハリスのバージョンは1968年6月22日に2位になる。『A Tramp Shining』は1年間ほどチャート上にあり、2人の次のアルバム『The Yard Went On Forever』も成功した。
1969年の第11回グラミー賞では「恋はフェニックス」「ウィチタ・ラインマン」「マッカーサー・パーク」が受賞。同年キャンベルはゴールド・アルバム『Galveston』と『Where's the Playground Susie』でウェッブの作品を歌った。両者はGMのCM曲制作中に初対面。その際、ビートルズのような長髪のウェッブから挨拶を受けたキャンベルは、ギターから顔を上げ、ウェッブに向かって「髪を切れ」と言った。
1969年、アイザック・ヘイズが「恋はフェニックス」を、ウェイロン・ジェニングスが「マッカーサー・パーク」をカバーし、後者は1970年の第12回グラミー賞の「最優秀カントリー・パフォーマンス（デュオまたはグループ、ボーカル付き）」を奪取。年の暮れにテルマ・ヒューストンのデビュー作『Sunshower』の作曲・編曲・録音をした。
1960年代が去り、ウェッブのヒット曲の波もやんだ。かつての方程式に沿ったやり方から離れ実験を始めた。ブロードウェイで半自伝的ミュージカル『His Own Dark City』を興行。この作品は彼が当時感じていた疎外感を表現している。映画『水色のビキニのマドモアゼル』や映画『夕陽に向って走れ』に曲を書いた。

## 代表作
- 「ビートでジャンプ」 Up, Up and Away - フィフス・ディメンションの1967年5月のシングル。全米7位。
- 「恋はフェニックス」 By the Time I Get to Phoenix - グレン・キャンベルが1967年10月にカバー。全米26位。ビルボード・カントリー・チャート2位。
- 「ウィチタ・ラインマン」 Wichita Lineman - グレン・キャンベルの1968年10月のシングル。全米3位。ビルボード・カントリー・チャート1位。
- 「ガルベストン」 Galveston - グレン・キャンベルの1969年2月のシングル。全米4位。ビルボード・カントリー・チャート1位。
- 「マッカーサー・パーク」 MacArthur Park - リチャード・ハリスの1968年4月のシングル。全米2位。全英シングルチャート4位。
- 「The Worst That Could Happen」 - ブルックリン・ブリッジの1968年のシングル。全米3位。
- 「友に捧げる讃歌」 All I Know - アート・ガーファンクルの1973年のシングル。全米9位。ビルボード・イージーリスニング・チャート1位。

その他、スプリームス、フランク・シナトラ、テルマ・ヒューストン、テンプテーションズ、バーブラ・ストライサンド、ジョー・コッカー、ジュディ・コリンズ、ドナ・サマー、リンダ・ロンシュタット、アメリカ、エイミー・グラント、ジョン・デンバー、マイケル・ファインスタイン、ローズマリー・クルーニー、R.E.M.、カーリー・サイモンらがウェッブの作品を歌った。

## シンガーソングライターとして

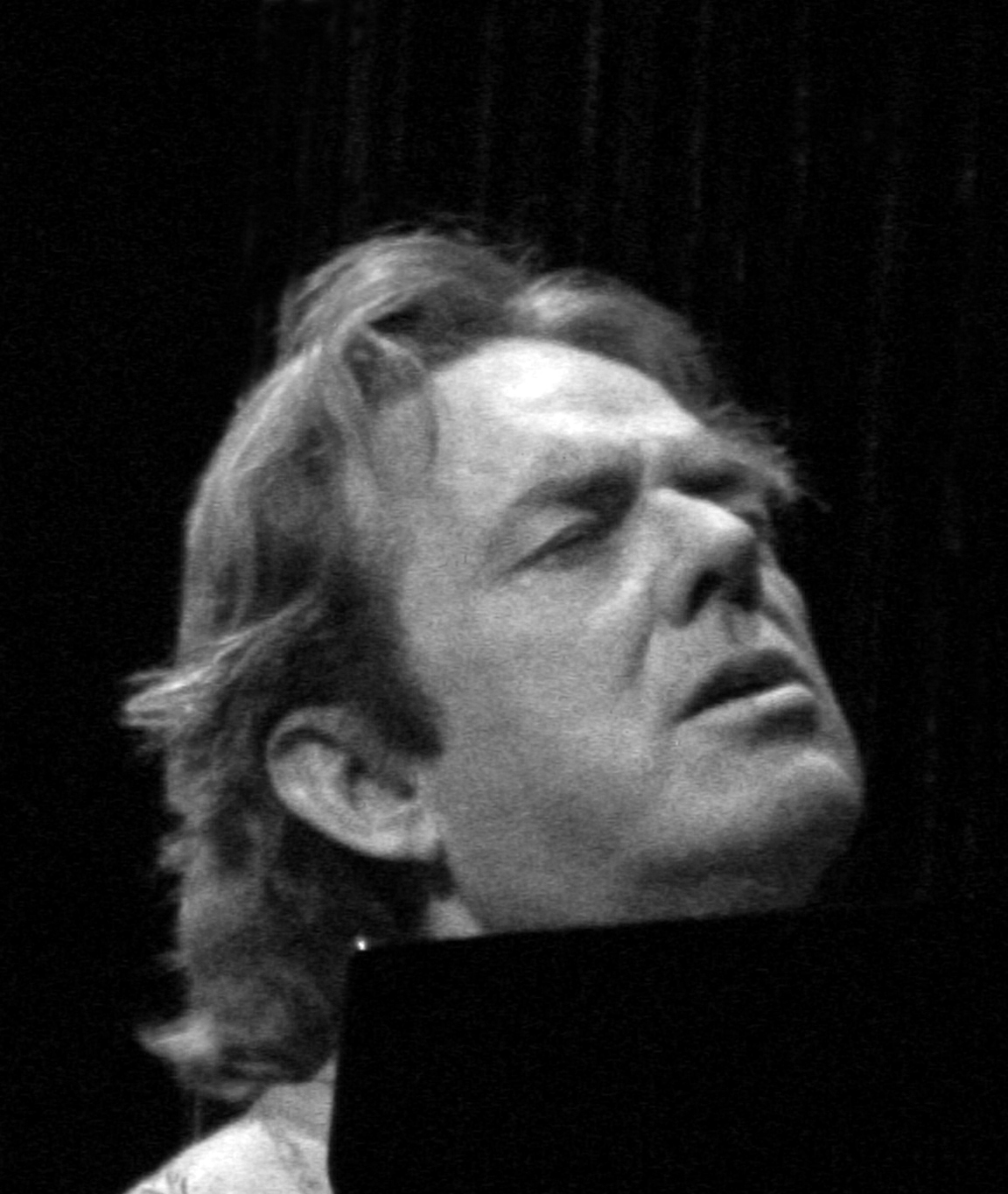
USA.ニューヨーク公演（2003年8月）

アルバム『Jim Webb Sings Jim Webb』でエピック・レコードから1968年にデビュー。ウェッブいわく、「あれは古いデモ音源からかけらをかき集めて『マッカーサー・パーク』みたいに飾り立てただけのもの」。
1970年以降、ウェッブは『Words and Music』（1970年）、『And So: On』（1971年）、『Letters』（1972年）、『Land's End』（1974年）、『El Mirage』（1977年）、『Angel Heart』（1982年）の6枚のアルバムをリリースした。批評家は称賛したが、あまり売れなかった。が、工夫ある曲と覚えられる詞を持っていた。
- 『Words and Music』はReprise Recordsで1970年発表。『ローリング・ストーン』誌のジョン・ランドーはシングル・カット"P.F. Sloan"を「傑作。改良の余地なし」と書いた。歌の三部作『作られなかった映画のための音楽』を収録。
- 1971年の『And So: On』は前作同様批評家に受けた。
  - ローリング・ストーン評：「アメリカの専業主婦の心を歌ったもの。彼が同時代の作曲家のうち最前線に立っていることがわかる」。
  - 民衆のうわさに上った/ている収録曲は"Met Her on a Plane", "All My Love's Laughter","Marionette"など[10]。
- 1972年作『Letters』で"Galveston"をセルフ・カバー。称賛された。
  - 音楽批評家Bruce Eder評：「いちばんビックリさせる、多様で、たぶん最も満足のいく初期作品。議論の余地はあるけどウェッブのソロでは最良かも」。[11]
  - 雑誌ステレオ・レビュー評：「ウェッブはディラン以来最も重要」[5]。
  - アルバム収録曲はエンシノでの滞在を歌った"Campo de Encino", "When Can Brown Begin","Piano"など。[11]
- 1974年作『Land's End』はアサイラム・レコード発売。イギリス録音でジョニ・ミッチェル,リンゴ・スター,Nigel Olssonなどが参加。[12] アルバムを通して「愛の混乱というテーマの持続がある」。[12] 本人いわく「まだ歌手としての本分が分からなかった」。[12] 花形収録曲は"Ocean in His Eyes", "Just This One Time","Crying in My Sleep"など。
- 1977年『El Mirage』をアトランティック・レコードで発表。
  - ジョージ・マーティンが制作。[13]
  - 収録曲『The Highwayman』は後にウェイロン・ジェニングス、ウィリー・ネルソン、ジョニー・キャッシュ、クリス・クリストファーソンの四人組でカントリー一位になりグラミー受賞。[13]
  - "If You See Me Getting Smaller I'm Leaving"は"P.F. Sloan"のセルフカバーで、"The Moon Is a Harsh Mistress"はジョー・コッカー、グレン・キャンベル、ジュディ・コリンズが歌っていたもののカバー。[13]
  - このアルバムですらあまり売れなかった。[13]

## 1980年代以降
- 1982年作『エンジェル・ハート』はLorimarレコード発売。一流セッションマンが参加。ジェリー・ベックリー、マイケル・マクドナルド、グラハム・ナッシュ、ケニー・ロギンス、ダリル・ホール、スティーブン・ビショップがゲストボーカルでハーモニーに参加。[14] 収録曲『Scissors Cut』と『In Cars』は以前にアート・ガーファンクルに提供していたもので、アルバムの批評家受けは悪かった。[14]
- 1992年にミュージカルInstant Intimacyを完成。収録曲"What Does a Woman See in a Man"、"I Don't Know How to Love You Anymore"、"Is There Love After You"は後にカバーされた。ライブで古い民謡讃美歌"I Will Arise"を歌った。
- 1994年ナンシー・グリフィスと組んで『If These Old Walls Could Speak』をエイズ・チャリティーCD『Red Hot + Country』に提供。
- 1997年カーリー・サイモンのアルバム『フィルム・ノアール〜銀幕への想い』を共同制作。サイモンの2008年作『ディス・カインド・オブ・ラヴ』にも参加。

## ソロ活動

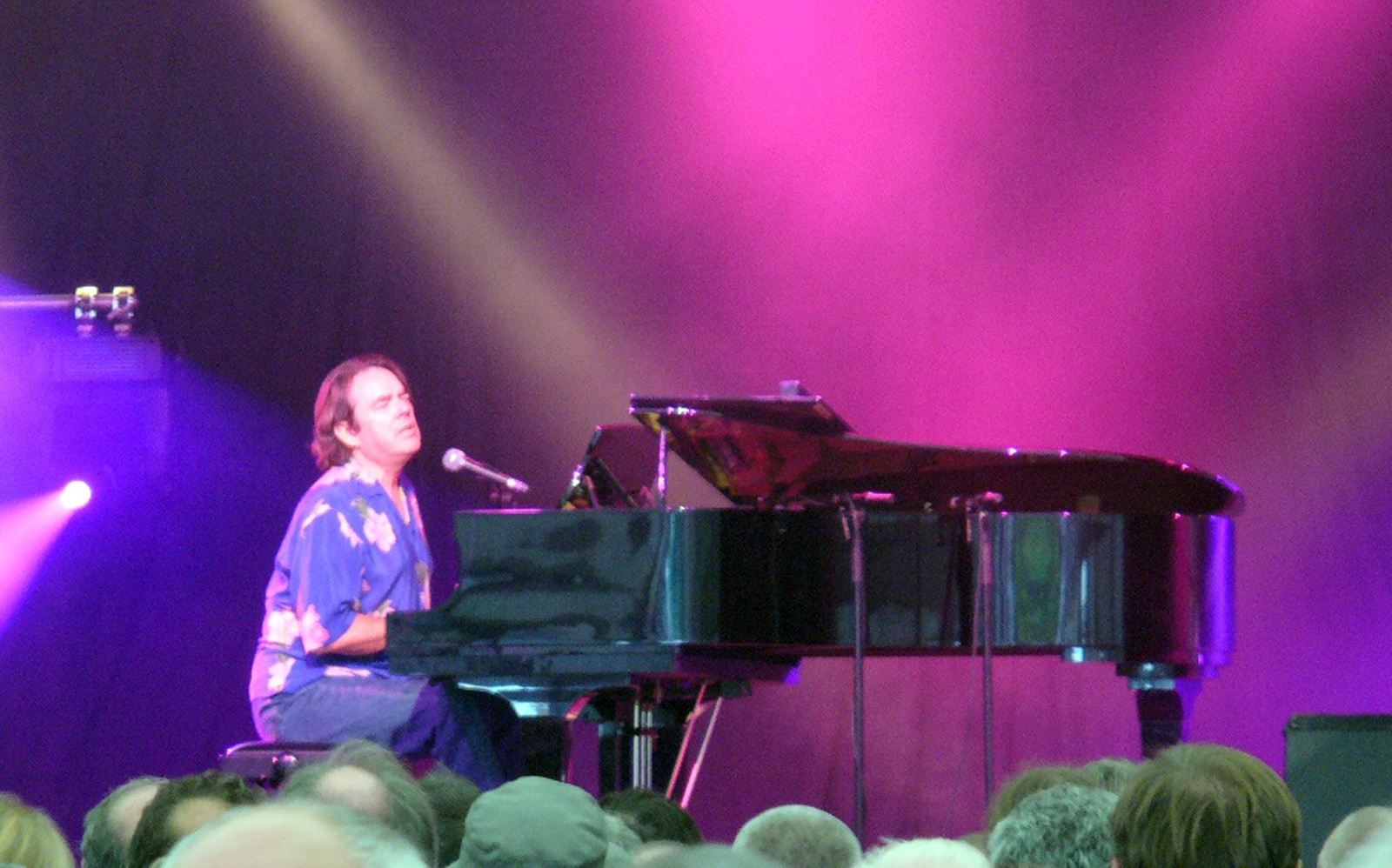
（2005年7月）

1993年以降に出したアルバムは『Suspending Disbelief』（1993年）、『Ten Easy Pieces』（1996年）、『Twilight of the Renegades』（2005年）、『Just Across the River』（2010年）、『Still Within the Sound of My Voice』（2013年）の5枚である。
ミュージカル・CM・ジングル・映画のスコアも担当している。
1998年、最初の著作『Tunesmith: Inside the Art of Songwriting』を出版。ベストセラーとなり、「真剣なソングライターの友。何度も読むべし」と評価された。
2000年代、ウェッブはキリスト教の信仰に戻ったことを明かし、「神なしでは一曲も書けなかったろう。少しでも意味のあるものを書こうと思ったら、神とともに曲に入り込まなくてはいけない」と話している。

## 受賞
- 1967年 グラミー賞「ソング・オブ・ザ・イヤー」受賞（ビートでジャンプ（英語版））
- 1969年 オクラホマ・バプティスト大学 の友愛会Phi Mu Alpha SinfoniaのPi Tau Chapterの名誉会員に選ばれる。
- 1986年 グラミー賞「ベスト・カントリー・ソング」受賞（"Highwayman"）
- 1986年 National Academy of Popular Music Songwriter's Hall of Fame inductee
- 1990年 Nashville Songwriters Hall of Fame inductee
- 1993年 National Academy of Songwriters Lifetime Achievement Award
- 1999年 オクラホマ名誉の殿堂（英語版）入り。
- 1999年 ASCAP Board of Directors member（2009年6月現在）
- 2000年 Songwriters Hall of Fame Board of Directors member
- 2003年 ソングライターの殿堂の最高栄誉賞「ジョニー・マーサー賞」受賞
- 2006年 ASCAP "Voice of Music" Award
- 2012年 Ivor Novello Special International Award

## 盤歴

### 自作アルバム
- Jim Webb Sings Jim Webb（1968年）
- Words and Music（1970年）
- en:And So: On（1971年）
- Letters（1972年）
- Land's End（1974年）
- El Mirage（1977年）
- Angel Heart（1982年）
- en:Suspending Disbelief（1993年）
- en:Ten Easy Pieces（1996年）
- en:Twilight of the Renegades（2005年）
- en:Live and at Large（2007年）
- en:Just Across the River（2010年）
- Still Within the Sound of My Voice（2013年）

### 参加アルバム
- ビートでジャンプ Up, Up, and Away（1966年） - フィフス・ディメンション
- マジック・ガーデン The Magic Garden（1967年） - フィフス・ディメンション
- Rewind（1967年） - ジョニー・リバース（英語版）
- A Tramp Shining（1968年） - リチャード・ハリス
- The Yard Went On Forever（1968年） - リチャード・ハリス
- Sunshower（1969年） - テルマ・ヒューストン（英語版）
- The Supremes Produced and Arranged by Jimmy Webb（1972年）  - スプリームス
- Reunion: The Songs of Jimmy Webb（1974年） - グレン・キャンベル
- アースバウンド Earthbound（1975年） - フィフス・ディメンション
- Live at the Royal Festival Hall（1977年） - グレン・キャンベル
- ウォーターマーク（1977年） - アート・ガーファンクル
- Breakwater Cat（1980年） - テルマ・ヒューストン（英語版）
- The Last Unicorn（1982年） - アメリカ
- アニマルズ・クリスマス（1986年） - アート・ガーファンクル、エイミー・グラント
- Light Years（1988年） - グレン・キャンベル
- Cry Like a Rainstorm（1989年） - リンダ・ロンシュタット
- フィルム・ノアール〜銀幕への想い Film Noir（1997年） - カーリー・サイモン
- Only One Life: The Songs of Jimmy Webb（2003年） - マイケル・ファインスタイン
- ディス・カインド・オブ・ラヴ This Kind of Love（2008年） - カーリー・サイモン
- Cottonwood Farm（2009年） - ジミー・ウェッブ & The Webb Brothers
- Glen Campbell and Jimmy Webb: In Session（2012年） - グレン・キャンベル、ジミー・ウェッブ

### 編集盤
- Tribute to Burt Bacharach and Jim Webb（1972年）
- Archive（1994年）
- And Someone Left the Cake Out in the Rain...（1998年）
- Reunited with Jimmy Webb 1974–1988（1999年）
- Tunesmith: The Songs of Jimmy Webb（2003年）
- The Moon's a Harsh Mistress: Jimmy Webb in the Seventies（2004年）（limited edition box set,  including Live at the Royal Albert Hall from 1972）
- Archive & Live（2005年）（including Live at the Royal Albert Hall from 1972）